# FO BCm 2/2
 (mai 2023).
Les BCm 2/2 21 et 22 sont deux automotrices à voie étroite de la compagnie Furka-Oberalp (FO) à propulsion thermique, parmi lesquelles seul la première a été conservée. 

## Historique
Peu de temps après le début de l'exploitation continue en 1925, le FO cherchait déjà un moyen plus économique de se passer, pendant les périodes de faible trafic, des locomotives à vapeur HG 3/4, qui nécessitaient beaucoup de personnel. En particulier pour l'utilisation hivernale sur les lignes de la vallée de Conches (Brigue-Oberwald) et du Tujetsch (Disentis-Sedrun), la société passa donc commande en 1927 de deux automotrices à deux essieux. Les caisses furent construites par la Société Industrielle Suisse (SIG) à Neuhausen, Les châssis et les moteurs furent quant à eux produits par la Fabrique Suisse de Locomotives et de Machines (SLM) à Winterthour, qui procéda également à l'assemblage final des véhicules. Contrairement à l'inscription BCm 2/2 apposée sur les parois, les automotrices figuraient dans les statistiques du Département fédéral des chemins de fer sous l'appellation BCZm 2/2.
Afin de répondre aux exigences du service en basse saison, les véhicules furent dotés d'un compartiment voyageurs de deuxième et de troisième classe, d'un WC, d'un compartiment postal (de) ainsi que de deux cabines de conduite, dont l'une pouvait être utilisée comme compartiment à bagages. En 1934, les compartiments de deuxième classe furent transformés en compartiments à bagages avec portes extérieures, et les automotrices prirent alors la dénomination de CFm 2/2.
La construction ne fut pas un succès, les véhicules étant très faibles pour l'exploitation et  sensibles aux pannes, ce qui leur valut le surnom de Verdrusskommoden (« commodes de désagrément »). Avec un wagon à deux essieux maximum, ils ne pouvaient transporter qu'une charge remorquée très faible, d'une masse maximale de 30 t, ce qui multipliait par trois la durée du trajet entre Disentis et Sedrun.
Il faut néanmoins tenir compte du fait que les automotrices jouèrent un certain rôle de pionnières, car on ne disposait à l'époque que de peu de valeurs empiriques pour la construction de moteurs à essence et de boîtes à vitesses, sans compter qu'aucun essai préalable de longue durée n'avait été réalisé.

## Aspects techniques
Les automotrices, d'une longueur d'un peu plus de 11 m, présentaient un empattement de 4600 mm. Le moteur boxer à huit cylindres de SLM atteignait une puissance de 110 kW à 1200 tours par minute. La boîte de vitesses était une boîte à huile à quatre rapports et permettait d'atteindre des vitesses de 8.5, 14, 26 et 43 km/h à la puissance maximale du moteur. Un inverseur de marche (de), commandé par des embrayages à griffes, agissait sur les deux entraînements d'essieu via un arbre à cardan. Un essieu comportait une double transmission par engrenages avec un double entraînement adhésion-crémaillère fixe, tandis que l'autre essieu ne disposait que d'un entraînement par adhérence. Cet axe comportait cependant une roue dentée de freinage supplémentaire, montée de manière libre.

## Carrière et retrait
Après l'électrification du FO entre 1941 et 1942, les deux automotrices à essence furent remplacées par les automotrices BCFhe 2/4 (de), nettement plus performantes, et perdirent de leur importance pour le trafic voyageurs.
La CFm 2/2 21 servit de véhicule de service à partir de 1941 et fut rebaptisée en interne Xm 2/2 4969 peu avant sa mise au rebut en 1957. Abandonnée pendant de nombreuses années, elle fut intégrée en 1965 à la collection du Musée suisse des transports (VHS) et entreposée à Hergiswil et Alpnach. En 1973, l'automotrice fut remise en état d'exposition au dépôt CFF de Meiringen du Chemin de fer du Brünig (de), puis exposée au VHS à partir de 1974. En 1996, l'association Dampfbahn Furka-Bergstrecke (DFB) reçut le véhicule en prêt, qui fut ensuite remisé pendant quatre ans à Goldau, puis transféré à l'atelier de rénovation d'Aarau de l'association Furka-Bergstrecke, où la caisse et le châssis furent entreposés séparément. En 2008, l'automotrice fut transportée dans le nouvel atelier de voitures, caisse et châssis furent réassemblés et la peinture extérieure usée par les intempéries remise en état. L'association étudierait la possibilité de reprendre le véhicule au VHS et de la transformer en véhicule diesel, sans en modifier l'aspect extérieur[réf. nécessaire].
La CFm 2/2 22 fut vendue aux Chemins de fer rhétiques en 1947. L'entraînement à crémaillère y fut démonté et le véhicule désormais utilisé comme CFm 2/2 150 pour les courses tardives dans le Prättigau. Rebaptisée BFm 2/2 en 1956, il fut mis au rebut en 1959, à la suite de quoi le châssis fut démoli. La caisse fut utilisée à partir de 1960 comme local pour les scouts à Domat-Ems, jusqu'à sa démolition définitive vers 1976.

## Modélisme
La firme allemande Bemo (de)a commercialisé un modèle de la CFm 2/2 22 et le même véhicule aux RhB sous la désignation BFm 2/2 150.